# 吉田瑞彦
吉田 瑞彦（よしだ みずひこ、1956年〈昭和31年〉1月2日 - ）は、日本の弁護士。日本弁護士連合会理事、岩手弁護士会会長、東北弁護士会連合会副会長、日本弁護士連合会副会長などを歴任。

## 経歴
- 1956年 岩手県水沢市（現・奥州市）に生まれる[1]。
- 1974年 岩手県立水沢高等学校卒業[1]
- 1979年 慶應義塾大学法学部法律学科卒業[1]
- 1989年 日本弁護士連合会登録・第二東京弁護士会登録
- 1999年 岩手弁護士会に登録換、吉田瑞彦法律事務所開設（現、盛岡中央法律事務所）[1]
- 2002年 岩手弁護士会理事(2007 - 2021・2023年）
- 2003年 岩手弁護士会副会長・東北弁護士会連合会理事（2003 - 2006年）
- 2003年 盛岡家裁・簡裁調停委員（- 2018年）
- 2006年 岩手弁護士会会長・東北弁護士会連合会副会長・日本弁護士連合会理事（2006年度）[1]
- 2008年 岩手県公益認定等審査会会長（- 2022年）[1]
- 2010年 岩手県収用委員（- 2016年）[1]
- 2014年 盛岡西ロータリークラブ会長（- 2015年）[1]
- 2020年 (公財）岩手県暴力団追放推進センター理事長
- 2020年 岩手県選挙管理委員会委員長
- 2022年 日本弁護士連合会副会長（2022年度）
- 2023年 盛岡西ロータリークラブ会長（- 2024年）[1]

## 職務経歴
日本弁護士連合会
- 小規模単位会問題、情報問題対策、情報公開法民訴法問題対策本部、個人情報保護対策本部代議員
- 取調の可視化実現委員会事務局
- 理事
- 小規模単位会小委副代表
- 弁護士業務推進センター
- ADR委員会
- 新規登録弁護士研修講師
- 死刑廃止等実現委員会副本部長
- 副会長（令和４年度）

第二東京弁護士会
- 刑事弁護委員会、法律相談センター、調査室嘱託

岩手弁護士会
- 消費者問題対策、刑事弁護、法律相談センター、司法改革対策、紛議調停、宮古法律センター、民事介入暴力対策、人権擁護
- 理事
- 副会長
- 会長
- 司法支援センター対策、広報委員長、裁判員委員長、ADR委員長
- 憲法委員長、民事介入暴力対策委員長

東北弁護士連合会
- 理事
- 副会長

弁護団等
- 天安門事件在日中国人滞在ビザ
- 皇居ロケット弾事件刑事弁護（無罪）
- オランダ・イギリス等連合国捕虜POW従軍慰安婦国賠訴訟
- 阪神淡路大震災法律相談出張支援
- 宝塚音楽学校生徒地位保全裁判

## 講演
- 有料老人ホーム講座
- サスペンスドラマ法律監修
- セクハラ対策講座
- ハラスメントシンポ
- サラ金問題（自治体・法務局他多数）
- 民事再生法講義（税理士会）
- 盛岡市憲法記念日講演
- 裁判員フォーラムパネラー
- 下請代金法講習
- 憲法問題

## 著書（共著）
- 「被疑者取調べ可視化のために」（日本評論社）
- 「被害者問題」からみた死刑（日本評論社）

## 趣味
趣味はジャズ鑑賞・ジャズライブ鑑賞、ジャズピアノ演奏、ゴルフ